# Praia do Jabaquara (Paraty)

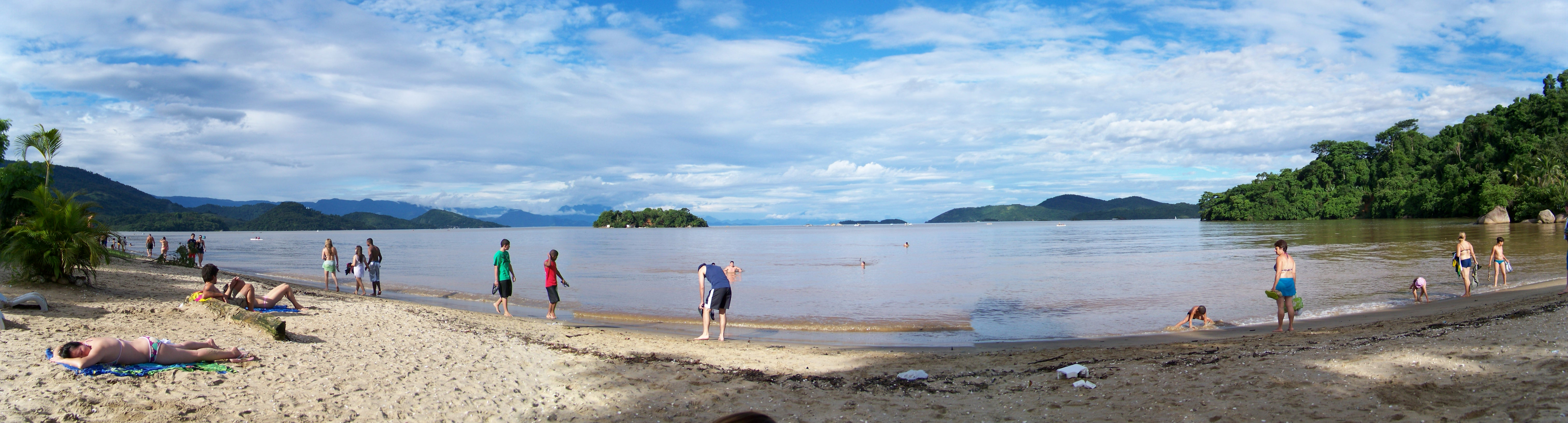
Praia do Jabquara próximo ao Forte do Pontal.

Praia do Jabaquara é uma praia do município de Paraty. A praia do Jabaquara é a maior da região central de Paraty. No final da praia encontra-se o manguezal, berçário de várias espécies da vida marinha, como peixes, moluscos e crustáceos. As águas muito calmas são relaxantes e ideais para a prática de esportes náuticos como vela, windsurf, canoagem , caiaques, etc. A Praia do Jabaquara é muito próxima ao centro de Paraty.
A praia  é conhecida por ser palco do desfile do Bloco da Lama criado em 1986, que sai da praia para as ruas do bairro no sábado de carnaval. Os participantes banham-se na lama do manguezal e incorporam adereços como palha e outros materiais orgânicos que remetem a nossa ancestralidade. Aproximadamente quatro mil pessoas participam da festa.